# Domingo Torredeflot
Domingo Torredeflot Solé, également connu comme Torredeflot II, né le 21 novembre 1908 à Barcelone (Catalogne, Espagne) et décédé le 19 janvier 1974  est un footballeur espagnol des années 1920 et 1930 qui jouait au poste d'ailier droit. 

## Biographie
Torredeflot a comme surnom "Chevrolet", en référence à sa vitesse et à la voiture qu'il possédait.
Il commence à jouer au FC Poble Nou en 1926, puis à l'UE Sants en 1927, club de l'élite du championnat de Catalogne. Il joue dans ce club avec son frère José Torredeflot.
En 1928, il est recruté par le Valence CF. Il joue pendant sept saisons à Valence, jusqu'en 1935. Il est quatre fois champion régional et une fois champion de deuxième division.
En 1935, il signe avec le FC Barcelone où il joue jusqu'en 1937.
La Guerre civile espagnole qui éclate en juillet 1936 va précipiter la fin de sa carrière de joueur. En 1937, il joue avec les Girondins de Bordeaux, puis il met un terme à sa carrière en 1938.

## Palmarès
Avec le Valence CF :
- Champion de la Province de Valence en 1931, 1932, 1933 et 1934
- Champion d'Espagne de D2 en 1931

Avec le FC Barcelone :
- Champion de Catalogne en 1936